# 小行星22947
小行星22947（22947 Carolsuh）是一颗绕太阳运转的小行星，为主小行星带小行星。该小行星于1999年10月19日发现。

## 轨道参数
小行星22947的轨道半长轴为358 975 492 km，2.3995688 UA，离心率为0.137。